# Giovanni Antorri
Giovanni Antorri (Lodi, 9 febbraio 1919 – ...) è stato un calciatore italiano, di ruolo centrocampista.

## Carriera
Con il Fanfulla, con cui milita dalla stagione 1939-1940, debutta in Serie B nella stagione 1940-1941, disputando tre campionati cadetti prima della seconda guerra mondiale; nel dopoguerra, milita ancora con il Fanfulla nel campionato misto di Serie B-C Alta Italia 1945-1946 e nel successivo campionato di Serie B 1946-1947.
Conta complessivamente 71 presenze ed 1 gol nei quattro campionati di Serie B disputati.